# Olbia (Panfilia)
Olbia (en griego antiguo: Ὀλβία) era la ciudad costera más occidental de la antigua región de Panfilia, aunque algunos autores antiguos la incluyen en la vecina Licia. Claudio Ptolomeo la ubica entre Fasélide y Atalea. Esteban de Bizancio critica a Filón de Alejandría por afirmar que era una población de Panfilia, pues asegura que estaba situada en el territorio de los sólimos y que su nombre real era Olba; pero confundía Olbia con la ciudad de Olbasa, en Pisidia. Estrabón indica que era una recia fortaleza y que sus habitantes colonizaron la ciudad también licia de Cadrema.
Se hallaba cerca de Koruma.